# Seznam kanadskih prejemnikov Viktorijinega križca
Seznam kanadskih prejemnikov Viktorijinega križca.
Po letu 1993 Kanadčani ne prejemajo več tega odlikovanja, ampak Kanadski Viktorijin križec (zaenkrat še ni bil podeljen).

## A
- Wallace Lloyd Algie - 1918; Cambrai, Francija

## B
- William George Barker - 1918; Foret de Mormal, Francija
- Colin Fraser Barron - 1917; Passchendaele, Belgija
- Ian Willoughby Bazalgette - 1944; Trossy St. Maximin, Francija
- Edward Donald Bellew - 1915; Kerselaere, Belgija
- Philip Eric Bent - 1917; Polygon Wood, Belgija
- William Avery Bishop - 1917; Cambrai, Francija
- Roland Richard Louis Bourke - 1918; Ostend, Belgija
- Alexander Picton Brereton - 1918; Amiens, Francija
- Jean Brillant - 1918; Meharicourt, Francija
- Harry Brown - 1917; Loos, Francija

## C
- Hugh Cairns - 1918; Valenciennes, Francija
- Frederick William Campbell - 1915; Givenchy, Francija
- Leo Clarke - 1916; Pozieres, Francija
- William Hew Clark-Kennedy - 1918; Fresnes, Francija
- Hampden Zane Churchill Cockburn - 1900; Komati River, Južna Afrika (v drugi burski vojni)
- Robert Grierson Combe - 1917; Acheville, Francija
- Frederick George Coppins - 1918; Hackett Woods, Francija
- Aubrey Cosens - 1945; Mooshof, Nemčija
- John Bernard Croak - 1918; Amiens, Francija
- Robert Edward Cruickshank - 1918; Jordan, Palestina
- David Vivian Currie - 1944; Battle of Falaise, Francija

## D
- Edmund De Wind - 1918; Groagie, Francija
- Thomas Dinesen - med prvo svetovno vojno; danski državljan, ki je služil v Kanadski kopenski vojski in velja za Kanadčana
- Campbell Mellis Douglas - 1867; Little Andaman, Indija
- Alexander Roberts Dunn - 1854; Balaclava, Krim (za bitko za Balaklavo)

## F
- Frederick Fisher - 1915; St. Julien, Belgija
- Gordon Muriel Flowerdew - 1918; Bois de Moreuil, Francija
- John Weir Foote - 1942; Dieppe, Francija

## G
- Herman James Good - 1918; Hangard Wood, Francija
- Robert Hampton Gray - 1945; Honshu, Japonska
- Milton Fowler Gregg - 1918; Cambrai, Francija

## H
- Frederick William Hall - 1915; Ypres, Belgija
- William Hall - 1857; Lucknow, Indija (med indijskim uporom 1857)
- Robert Hill Hanna - 1917; Lens, Francija
- Frederick Maurice Watson Harvey - [[1917; Guyencourt, Francija
- Frederick Hobson - 1917; Lens, Francija
- Charles Ferguson Hoey - 1944; Ngakyedauk Pass, Burma (današnji Mjanmar)
- Edward James Gibson Holland - 1900; Komati River, Južna Afrika
- Thomas William Holmes - 1917; Passchendaele, Belgija
- Samuel Lewis Honey - 1918; Bourlon Wood, Francija
- David Ernest Hornell - 1944; Faroes, Atlantik
- Bellenden Hutcheson - med prvo svetovno vojno; ameriški državljan, ki je služil v Kanadski kopenski vojski in velja za Kanadčana

## K
- Joseph Kaeble - 1918; Neuville-Vitasse, Francija
- George Fraser Kerr - 1918; Bourlon Wood, Francija
- John Chipman Kerr - 1916; Courcelette, Francija
- Cecil John Kinross - 1917; Passchendaele, Belgija
- Arthur George Knight - 1918; Villers-les-Cagnicourt, Francija
- Filip Konowal - med prvo svetovno vojno; ukrajinski državljan, ki je služil v Kanadski kopenski vojski in velja za Kanadčana

## L
- Okill Massey Learmonth - 1917; Loos, Francija
- Graham Thomson Lyall - 1918; Cambrai, Francija

## M
- Thain Wendell MacDowell - 1917; Vimy Ridge, Francija
- John MacGregor - 1918; Cambrai, Francija
- John Keefer Mahony - 1944; River Melfa, Italija
- George Burdon McKean - 1918; Gavrelle Sector, Francija
- Hugh McKenzie - 1917; Meetscheele Spur, Belgija
- Alan Arnett McLeod - 1918; Albert, Francija
- William Merrifield - 1918; Abancourt, Francija
- Charles Cecil Ingersoll Merritt - 1942; Dieppe, Francija
- William Metcalf - med prvo svetovno vojno; ameriški državljan, ki je služil v Kanadski kopenski vojski in velja za Kanadčana
- William Johnstone Milne - 1917; Thelus, Francija
- Harry Garnet Bedford Miner - 1918; Demuin, Francija
- Coulson Norman Mitchell - 1918; Canal de L'Escaut, Francija
- George Mullin - med prvo svetovno vojno; ameriški državljan, ki je služil v Kanadski kopenski vojski in velja za Kanadčana
- Andrew Charles Mynarski - 1944; Cambrai, Francija

## N
- William Henry Snyder Nickerson - 1900; Wakkerstroom, Južna Afrika (med drugo bursko vojno)
- Claude Joseph Patrick Nunney - 1918; Drocourt-Queant Line, Francija

## O
- Christopher Patrick John O'kelly - 1917; Passchendaele, Belgija
- Michael O'Leary - 1915; Cuinchy, Francija
- Michael James O'Rourke - 1917; Hill 60, Francija
- John Robert Osborn - 1941; Mount Butler, Hongkong

## P
- John George Pattison - 1917; Vimy Ridge, Francija
- George Randolph Pearkes - 1917; Passchendaele, Belgija
- Cyrus Wesley Peck - 1918; Cagnicourt, Francija
- Frederick Thornton Peters - 1942; Oran, Alžirija

## R
- Walter Leigh Rayfield - 1918; Arras, Francija
- Herbert Taylor Reade - 1857; Delhi, India ([[indijski upor (1857))
- Arthur Herbert Lindsay Richardson - 1900; Wolwespruit, Južna Afrika (med drugo bursko vojno)
- James Cleland Richardson - 1916; Somme, Francija
- James Peter Robertson - 1917; Passchendaele, Belgija
- Charles Smith Rutherford - 1918; Monchy, Francija

## S
- Francis Alexander Caron Scrimger - 1915; St. Julien, Belgija
- Robert Shankland - 1917; Passchendaele, Belgija
- Ellis Welwood Sifton - 1917; Neuville-St.-Vaast, Francija
- John Alexander Sinton - 1916; Orah Ruins, Mezopotamija
- Ernest Alvia (»Smokey«) Smith - 1944; River Savio, Italija
- Robert Spall - 1918; Parvillers, Francija
- Harcus Strachan - 1917; Masnieres, Francija

## T
- James Edward Tait - 1918; Amiens, Francija
- Frederick Albert Tilston - 1945; Hochwald, Nemčija
- Frederick George Topham - 1945; Ren, Nemčija
- Paul Triquet - 1943; Casa Berardi, Italija
- Richard Ernest William Turner - 1900; Komati River, Južna Afrika (med drugo bursko vojno)

## W
- Thomas Orde Lauder Wilkinson - 1916; La Boiselle, Francija

## Y
- John Francis Young - 1918; Dury-Arras Sector, Francija

## Z
- Raphael Zengel - med prvo svetovno vojno; ameriški državljan, ki je služil v Kanadski kopenski vojski in velja za Kanadčana